# 贝尼亚尔韦格
贝尼亚尔韦格，是西班牙巴伦西亚自治区阿利坎特省的一个市镇。总面积7km2，总人口1315人（2001年），人口密度188人/km2。